# Olympische Sommerspiele 2004/Teilnehmer (Bosnien und Herzegowina)
| Gelbes Symbol für Goldmedaillen mit stilisierten Olympischen Ringen | Graues Symbol für Silbermedaillen mit stilisierten Olympischen Ringen | Braundes Symbol für Bronzemedaillen mit stilisierten Olympischen Ringen |
| ------------------------------------------------------------------- | --------------------------------------------------------------------- | ----------------------------------------------------------------------- |
| —                                                                   | —                                                                     | —                                                                       |

Bosnien und Herzegowina nahm an den Olympischen Sommerspielen 2004 in der griechischen Hauptstadt Athen mit neun Athleten, zwei Frauen und sieben Männern, teil.
Seit 1992 war es die vierte Teilnahme Bosnien und Herzegowinas bei Olympischen Sommerspielen.

## Flaggenträger
Der Sportschütze Nedžad Fazlija trug die Flagge von Bosnien und Herzegowina während der Eröffnungsfeier im Olympiastadion.

## Teilnehmer nach Sportarten

### Judo
- Amel Mekić
Halbschwergewicht: 1. Runde

### Kanu
- Emir Sarganović
Einer-Kajak, Slalom: 23. Platz in der Qualifikation

### Leichtathletik
- Jasmin Salihović
800 Meter: Vorläufe

- Jasminka Guber
Frauen, 1500 Meter: Vorläufe

### Schießen
- Nedžad Fazlija
Luftgewehr: 35. Platz
Kleinkaliber, Dreistellungskampf: 33. Platz
Kleinkaliber, liegend: 44. Platz

### Schwimmen
- Željko Panić
100 Meter Freistil: 55. Platz

### Taekwondo
- Zoran Prerad
Schwergewicht: 11. Platz

### Tennis
- Mervana Jugić-Salkić
Frauen, Einzel: 33. Platz

### Tischtennis
- Srđan Miličević
Einzel: 33. Platz